# Cambridge Township (Missouri)
Pour les articles homonymes, voir Cambridge Township.
Cambridge Township est un ancien township, situé dans le comté de Saline, dans le Missouri, aux États-Unis,.
Le township est fondé en 1871 et baptisé en référence à l'ancienne ville de Cambridge (en).

### Source de la traduction
- (en) Cet article est partiellement ou en totalité issu de l’article de Wikipédia en anglais intitulé « Cambridge Township, Saline County, Missouri » (voir la liste des auteurs).